# Ultra
Ultra (também escrito em letras maiúsculas, ULTRA) foi a designação adotada pela inteligência militar britânica em junho de 1941 no tempo da guerra para os sinais de inteligência obtida por quebra de alto nível criptografado inimigos de rádio e de telex comunicações no Government Code and Cypher School (GC&CS) em Bletchley Park. Ultra eventualmente se tornou a designação padrão entre os Aliados ocidentais para toda essa inteligência. O nome surgiu porque a inteligência obtida era considerada mais importante do que aquela designada pela mais alta classificação de segurança britânica então usada (Mais secreto) e, portanto, considerado Ultra Secreto. Vários outros criptogramas foram usados para essa inteligência.
O codinome Boniface foi usado como nome de capa do Ultra. Para garantir que a decifração bem-sucedida do código não se tornasse aparente para os alemães, a inteligência britânica criou um espião mestre fictício do MI6, Boniface, que controlava uma série fictícia de agentes por toda a Alemanha. As informações obtidas por meio da quebra de códigos eram frequentemente atribuídas à inteligência humana da rede Boniface. Os EUA usaram o codinome Magic para descriptografar fontes japonesas.
Muito do tráfego de cifras alemão foi criptografado na máquina Enigma. Usado corretamente, a Enigma militar alemã teria sido virtualmente inquebrável; na prática, as deficiências de operação permitiram que fosse seu código fosse quebrado. O termo "Ultra" costuma ser usado quase como um sinônimo de "descriptografa Enigma". No entanto, o Ultra também incluía descriptografias das máquinas alemãs Lorenz SZ 40/42 que eram usadas pelo Alto Comando alemão e da máquina Hagelin. 
Muitos observadores, na época e posteriormente, consideraram o Ultra imensamente valioso para os Aliados. Foi relatado que Winston Churchill disse ao rei George VI, ao apresentar a ele Stewart Menzies (chefe do Serviço de Inteligência Secreto e pessoa que controlava a distribuição de descriptografias Ultra para o governo): "É graças à arma secreta do general Menzies, colocada em uso em todas as frentes, que vencemos a guerra!". Frederick William Winterbotham citou o Comandante Supremo Aliado ocidental, Dwight D. Eisenhower, no final da guerra, descrevendo o Ultra como tendo sido "decisivo" para a vitória dos Aliados. Sir Harry Hinsley, Veterano de Bletchley Park e historiador oficial da Inteligência Britânica na Segunda Guerra Mundial, fez uma avaliação semelhante do Ultra, dizendo que embora os Aliados tivessem vencido a guerra sem ele, "a guerra teria durado cerca de dois anos a mais, talvez três anos a mais, possivelmente quatro anos a mais". No entanto, Hinsley e outros enfatizaram as dificuldades da história contrafactual ao tentar tais conclusões, e alguns historiadores, como Keegan, disseram que o encurtamento pode ter sido tão pequeno quanto os três meses que os Estados Unidos levaram para implantar o sistema atômico bomba.
 

A existência do Ultra foi mantida em segredo por muitos anos após a guerra. Desde que a história do Ultra foi amplamente disseminada por Winterbotham em 1974, historiadores alteraram a historiografia da Segunda Guerra Mundial. Por exemplo, Andrew Roberts, escrevendo no século XIX, afirma: "Porque ele teve a vantagem inestimável de ser capaz de ler as comunicações Enigma do marechal de campo Erwin Rommel, o general Bernard Montgomery sabia como os alemães tinham falta de homens, munições, comida e, acima de tudo, combustível. Quando ele colocou a foto de Rommel em sua caravana, ele queria ser visto quase lendo a mente de seu oponente. Na verdade, ele estava lendo sua correspondência". Com o tempo, o Ultra se incorporou à consciência pública e o Bletchley Park se tornou uma atração significativa para os visitantes. Conforme afirmado pelo historiador Thomas Haigh, "O esforço britânico de quebra de códigos da Segunda Guerra Mundial, antes secreto, é agora um dos aspectos mais celebrados da história britânica moderna, uma história inspiradora em que uma sociedade livre mobilizou seus intelectuais recursos contra um inimigo terrível".